# Bougie au soja

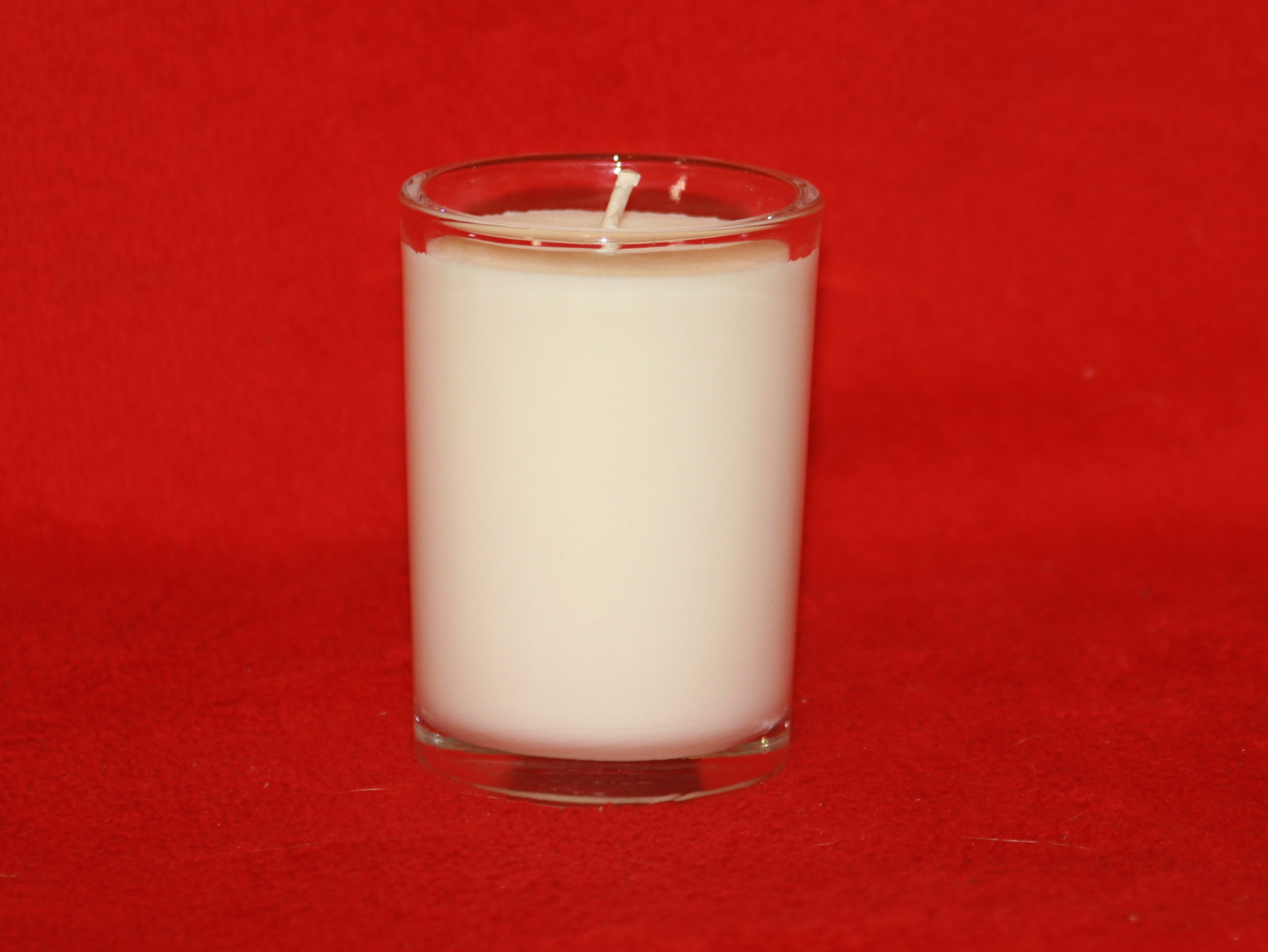
Bougie de soja ordinaire

Les bougies de soja sont des bougies fabriquées avec de la cire de soja, obtenue à partir de l'huile de soja. Elles sont généralement placées dans des contenants, car la cire de soja a généralement un point de fusion plus bas situé autour des 51°C.
La cire de soja peut être également moulée en fondant parfumé, en bougie colonne, ou avec n'importe quels moules de formes et formats différents, si certains additifs sont mélangés à la cire de soja.
La cire de soja est une forme hydrogénée de l'huile de soja,. Elle est généralement plus douce que la cire de paraffine et a une température de fusion plus basse, dans la plupart des cas. Toutefois, des additifs permettent d’augmenter le point de fusion à des températures typiques des bougies à base de paraffine. La plage de leurs températures de fusion s’étend de 50 à 80 °C, selon le mélange. La cire de soja est disponible en flocons et sous forme de granulés et a un aspect blanc cassé opaque. La température de fusion de ces bougies étant plus basse, elles peuvent fondre dans un climat chaud. Puisque la cire de soja est généralement utilisée pour des bougies à récipient, ce n'est plus vraiment un problème.

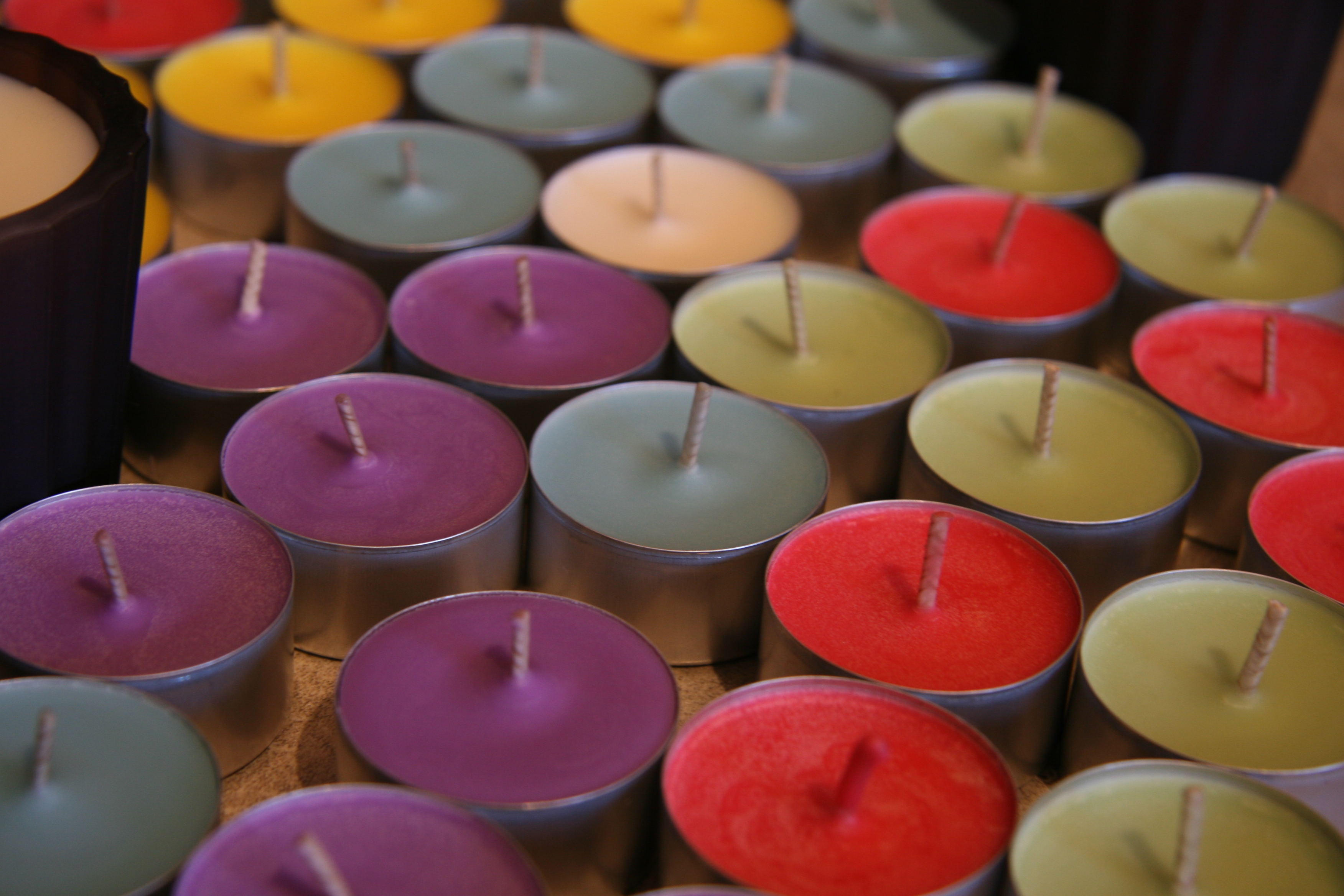
Photophore de soja

Des bougies de soja sont constituées d'un mélange de différentes cires, dont la cire d'abeille, la paraffine, ou la cire de palmier. Pour garder une bougie 100% naturelle beaucoup de ciriers utilisent la cire de soja seule.
Les additifs utilisés dans la fabrication des bougies de soja comprennent : l'acide stéarique, Vybar (une marque déposée de polymère), de l'huile minérale, de la vaseline, des cristaux brillants, des colorants / pigments, du parfum (naturel ou de synthèse), de la paraffine, des absorbants de rayons ultraviolets et des cristaux de BHT.